# Vila Pouca de Aguiar
Vila Pouca de Aguiar ist eine Kleinstadt (Vila) und ein Kreis (Concelho) in Portugal mit 3118 Einwohnern (Stand 19. April 2021).

## Geschichte
Archäologische Ausgrabungen und Funde von Megalithanlagen belegen die vorgeschichtliche Besiedlung. Die Römer ließen sich hier auf Grund der Erzvorkommen nieder, insbesondere Gold, aber auch Blei und Silber bauten sie hier ab. Nach dem Einfall germanischer Stämme siedelten hier Westgoten, die ab dem frühen 8. Jahrhundert von den Mauren vertrieben wurden.
Im Verlauf der Reconquista und der Unabhängigkeit des Königreich Portugals ab 1139 entstand der Kreis Aguiar da Pena, zu dem Vila Pouca de Aguiar gehörte. Der Name leitete sich vermutlich von der römischen Ortschaft Cauca ab, dem zur Abgrenzung das Anhängsel de Aguiar angefügt wurde, als Zugehörigkeit zu Aguiar da Pena.
König Manuel I. erneuerte 1515 die Stadtrechte (Foral) von Aguiar da Pena, zu dessen Kreis Vila Pouca de Aguiar weiter gehörte. Der Kreis wurde im Zuge der Verwaltungsreformen 1836–1855 aufgelöst, und eigenständige Kreise wurden neu gebildet. Dabei wurde auch das kurz zuvor eigenständig gewordene Vila Pouca de Aguiar deutlich erweitert.

## Kultur und Sehenswürdigkeiten
Verschiedene archäologische Ausgrabungen sind im Kreis zu besichtigen, darunter das römische Goldbergwerk von Tresminas, und Megalithanlagen, hier Antas und Mámoas genannt. Auch die Ruinen der mittelalterlichen Burg (Castelo de Pena de Aguiar), die die Westgoten im 9. Jahrhundert auf den Resten einer Wallburg der Castrokultur errichteten, sind zu besichtigen, ein Besucherzentrum ist dort eingerichtet.
Zu den Baudenkmälern des Ortes zählen historische öffentliche Gebäude, die beiden modernistischen Kinos, ein Steinbrunnen, und verschiedene Sakralbauten, darunter die 1704 errichtete, manieristisch-barocke Gemeindekirche Igreja Paroquial de Vila Pouca de Aguiar (auch Igreja do Cemitério), die u. a. Altarretabel aus vergoldetem Holz (Talha dourada) birgt. Auch der historische Ortskern als Ganzes steht unter Denkmalschutz.
In der Gemeinde Bornes de Aguiar liegt das Thermalbad Pedras Salgadas, dessen Mineralwasser landesweit und international vertrieben wird.

## Verwaltung

### Kreis
Vila Pouca de Aguiar ist Sitz eines gleichnamigen Kreises. Die Nachbarkreise sind (im Uhrzeigersinn im Norden beginnend):
Chaves, Valpaços, Murça, Alijó, Sabrosa, Vila Real, Ribeira de Pena sowie Boticas.
Die folgenden Gemeinden (Freguesias) liegen im Kreis Vila Pouca de Aguiar:
Mit der Gebietsreform im September 2013 wurden mehrere Gemeinden zu neuen Gemeinden zusammengefasst, sodass sich die Zahl der Gemeinden von zuvor 17 auf 14 verringerte.

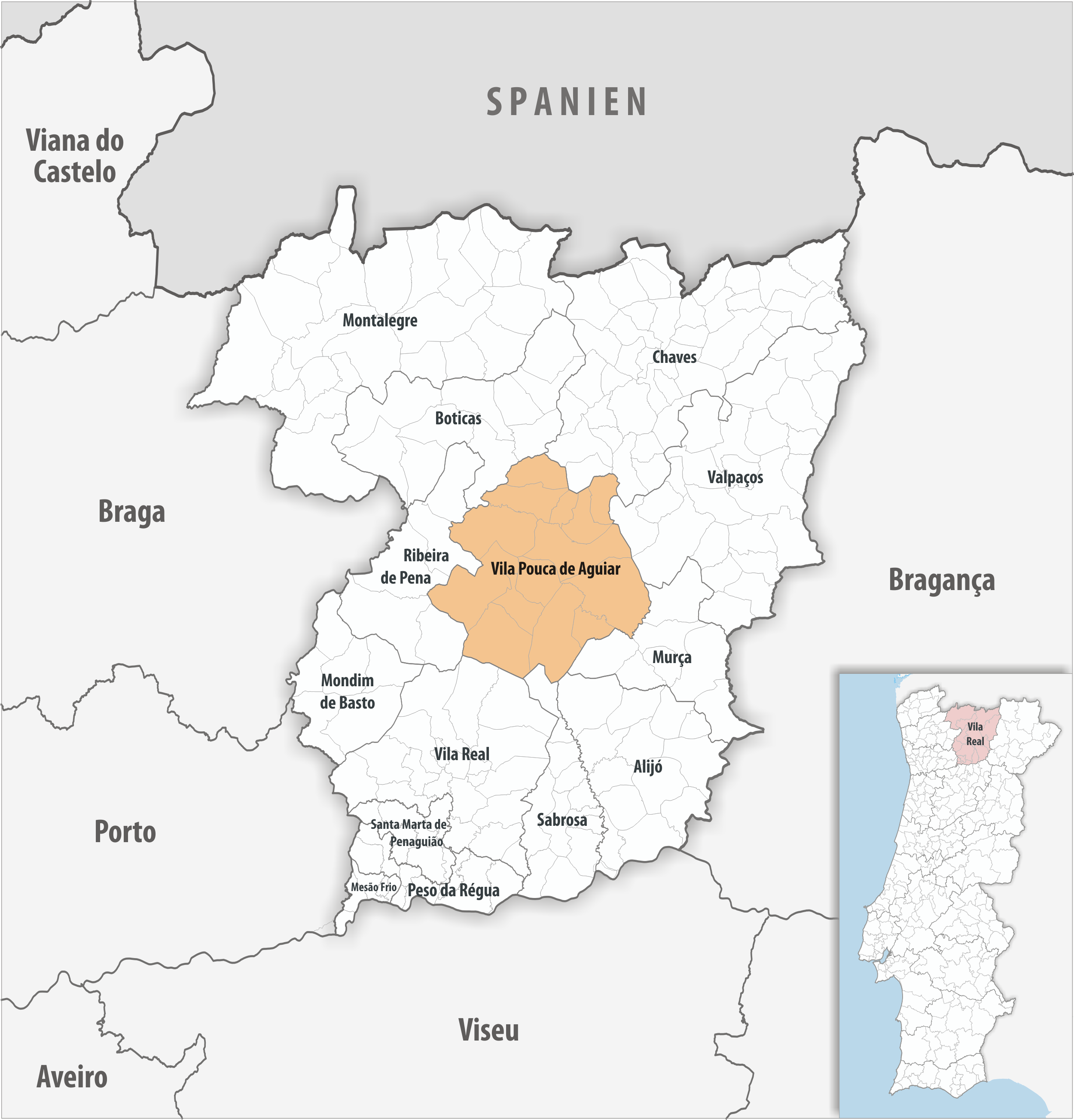
Kreis Vila Pouca de Aguiar

| Gemeinde                        | Einwohner (2021) | Fläche km² | Dichte Einw./km² | LAU- Code |
| ------------------------------- | ---------------- | ---------- | ---------------- | --------- |
| Alfarela de Jales               | 357              | 13,75      | 26               | 171302    |
| Alvão                           | 774              | 53,07      | 15               | 171319    |
| Bornes de Aguiar                | 1.933            | 45,43      | 43               | 171303    |
| Bragado                         | 446              | 26,13      | 17               | 171304    |
| Capeludos                       | 363              | 21,42      | 17               | 171305    |
| Pensalvos e Parada de Monteiros | 288              | 47,17      | 6                | 171320    |
| Sabroso de Aguiar               | 548              | 8,77       | 62               | 171317    |
| Soutelo de Aguiar               | 602              | 17,37      | 35               | 171310    |
| Telões                          | 1.328            | 45,22      | 29               | 171311    |
| Tresminas                       | 341              | 55,92      | 6                | 171312    |
| Valoura                         | 295              | 14,91      | 20               | 171313    |
| Vila Pouca de Aguiar            | 3.118            | 22,91      | 136              | 171314    |
| Vreia de Bornes                 | 567              | 17,73      | 32               | 171315    |
| Vreia de Jales                  | 852              | 47,28      | 18               | 171316    |
| Kreis Vila Pouca de Aguiar      | 11.812           | 437,08     | 27               | 1713      |

### Bevölkerungsentwicklung
| 1801 | 1849   | 1900   | 1930   | 1960   | 1981   | 1991   | 2001   | 2011   |
| 8171 | 10.408 | 16.047 | 18.108 | 25.394 | 20.121 | 17.081 | 14.998 | 13.187 |

### Kommunaler Feiertag
- 22. Juni

### Städtepartnerschaften
- Spanien: Fabero, El Bierzo (seit 1995)[10]

## Söhne und Töchter
- Manuel Gregório de Sousa Pereira de Sampaio (1766–1844), adliger General, Miguelist
- Pedro António Machado Pinto de Sousa Canavarro (1772–1836), adliger Militär und Politiker, liberaler Offizier auf den Azoren
- Matias Gonçalves de Oliveira Roxo (1804–1879), brasilianischer Großgrundbesitzer
- Manuel José Gonçalves Couto (1819–1897), Missionar und Autor
- Antônio Bandeira Trajano (1843–1921), Schulbuchautor und presbyterianischer Bibelübersetzer in Brasilien
- Martiniano Ferreira Botelho (1853–1939), Arzt, Pharmazeut und republikanischer Politiker
- Henrique Ferreira Botelho (1880–1954), Chirurg und Politiker
- Alberto de Sousa Costa (1879–1961), Schriftsteller
- Raúl de Antas Manso Preto Mendes Cruz (1893–1945), Offizier und Kolonialverwalter
- Ilídio Botelho Gonçalves (1922–2011), Agraringenieur und Landschaftsarchitekt
- Gilberto dos Reis (* 1940), Bischof von Setúbal
- António Alves Marques Júnior (1946–2012), revolutionärer Offizier des MFA, Politiker nach der Nelkenrevolution
- José Luís Ferreira (* 1962), grüner CDU-Politiker

Gerald von Braga, heiliggesprochener Erzbischof von Braga, starb hier 1109, in der Gemeinde Bornes.